# Kamran
Kamran (persiska: کامران ) (stavas även Cameron bland persisktalande i USA), är ett persiskt mansnamn som är vanligt förekommande i Iran, Afghanistan, Pakistan och andra länder med persiskt kulturinflytande. Kamran betyder "framgångsrik". 